# روبرت بنتلي
روبرت بنتلي (3 نوفمبر 1958 في زيمبابوي - ) (بالإنجليزية: Robert Bentley)‏ هو لاعب كريكت جنوب أفريقي. شارك مع منتخب روديزيا للكريكت ‏. أما مع النوادي، فقد لعب مع فريق كوازولو ناتال للكريكت ‏.

## وصلات خارجية
- روبرت بنتلي على موقع إي آس بي آن كريك إنفو (الإنجليزية)